# Зеллер, Люк
Люк Зеллер (англ. Luke Zeller; родился 4 апреля 1987 года в Эймсе, Айова) — американский баскетболист. Центровой и тяжёлый форвард. Два его брата, Тайлер Зеллер и Коди Зеллер выступают за клубы НБА. Племянник Эла Эберхарда.

## Карьера

### Школа и колледж
В дебютном сезоне за школу Вашингтона игрок в среднем набирал 15,3 очка за игру и совершал 8 подборов. В следующем году улучшил показатели до 18,1 очка и 8,3 подборов. Через год показатели составили 19,8 очков и 9,4 подбора. На четвёртом году обучения набирал 19,6 очков и совершал 8,9 подборов. Высокие показатели позволили его школе выиграть 27 игр при 2 проигрышах в первенстве школ штата Индиана. В финальном матче первенства штата игроку немного не хватило до трипл-дабла: Зеллер набрал 27 очков, совершил 9 подборов и отдал 11 результативных передач. Также на его счету победный бросок с середины поля в конце овертайма. По окончании сезона Зеллер был награждён титулом «Мистер Баскетбол» штата Индиана, а также попал в сборную McDonald’s All-American. По итогам сезонов четырежды попадал в число лучших игроков штата и конференции.
Зеллер поступил в университет Нотр-Дам, в первом сезоне сыграл за университет 27 матчей, девять раз выходил в стартовом составе. За сезон набирал в среднем 3,4 очка и совершал 3,1 подбора за матч.
В следующем году принял участие в 32 матчах, 16 раз выходил в старте. За второй сезон в колледже набирал 3,8 очка и совершал 2,2 подбора за матч.
Третий сезон в Норт-Даме Зеллер сыграл в 33 матчах, выходил в них только на замену. В среднем набирал 4,5 очка и совершал 2,2 подбора за игру. Этого хватило для звания Наиболее прогрессирующего игрока года в Нотр-Даме.
В последнем сезоне выступлений за колледж игрок стал одним из капитанов команды. В среднем набирал за матч 4,9 очка за игру и совершал 2,8 подбора.

### Профессиональная карьера
Зеллер выставлял свою кандидатуру на драфт НБА 2009 года, однако не был выбран. На игрока обратили внимание скауты команды «Чикаго Буллз», которые пригласили его для участия в Летней лиге НБА. 31 июля 2009 года Зеллер подписал годичный контракт с японским клубом «Шига Лэйкстарз». В дебютном сезоне за «Лэйкстарз» набирал 8,2 очка за игру и совершал 7,2 подбора. 22 сентября 2010 года Зеллер подписал контракт с литовским клубом «Наглис». В новой команде набирал 5,2 очка и совершал 3,7 подбора за матч, однако 24 октября 2010 года был отчислен.
В 2010 году принял участие в драфте Лиги развития НБА, где был выбран под 27-м номером клубом «Айова Энерджи». Вскоре после этого был продан в «Бейкерсфилд Джэм». В сезоне 2010—11 годов в Лиге развития набирал в среднем 6,8 очков и совершал 4,5 подборов за игру, а также отдавал 1,2 результативные передачи. По итогам сезона «Джем» продали игрока в «Остин Торос». Перед началом сезона 2011-12 года в НБА Зеллер подписал контракт с «Сан-Антонио Спёрс», выходил в предсезонной игре против «Хьюстон Рокетс», записал на свой счёт две результативные передачи. Перед началом сезона «Спёрс» расторгли контракт с игроком. Зеллер вновь вернулся в «Остин Торос» где начал сезон 2011—12 годов, в среднем за матч набирал 9,1 очко и совершал 5,3 подбора. В Летней лиге НБА 2012 года вновь тренировался со «Спёрс».
1 октября 2012 года Зеллер заключил контракт с командой НБА «Финикс Санз». 25 октября «Финикс» включил игрока в состав на первую игру сезона. 4 ноября 2012 года Зеллер дебютировал в НБА в матче против «Орландо Мэджик». В следующем матче против чемпиона НБА 2012 года «Майами Хит» игрок набрал первые в карьере 7 очков, совершил 1 подбор, однако его команда проиграла.
27 ноября 2012 года Зеллер в официальном матче НБА играл против своего младшего брата Тайлера, который выступал за «Кливленд». 21 февраля 2013 года Зеллер был отчислен из «Санз».
27 декабря 2013 года игрок вернулся в команду лиги развития НБА «Остин Торос».

## Международная карьера
16 октября 2011 года Зеллер был выбран для участия в финальной части Панамериканских игр 2011 года за сборную США. Однако в итоге Зеллер участия в матчах турнира не принимал.

## Личная жизнь
У Люка два младших брата, также профессиональных баскетболиста — Тайлер и Коди.

## Статистика

### Статистика в НБА
| Сезон                                                                                    | Команда | Регулярный сезон | Регулярный сезон | Регулярный сезон | Регулярный сезон | Регулярный сезон | Регулярный сезон | Регулярный сезон | Регулярный сезон | Регулярный сезон | Регулярный сезон | Регулярный сезон | Серия плей-офф | Серия плей-офф | Серия плей-офф | Серия плей-офф | Серия плей-офф | Серия плей-офф | Серия плей-офф | Серия плей-офф | Серия плей-офф | Серия плей-офф | Серия плей-офф |
| Сезон                                                                                    | Команда | GP               | GS               | MPG              | FG%              | 3P%              | FT%              | RPG              | APG              | SPG              | BPG              | PPG              | GP             | GS             | MPG            | FG%            | 3P%            | FT%            | RPG            | APG            | SPG            | BPG            | PPG            |
| ---------------------------------------------------------------------------------------- | ------- | ---------------- | ---------------- | ---------------- | ---------------- | ---------------- | ---------------- | ---------------- | ---------------- | ---------------- | ---------------- | ---------------- | -------------- | -------------- | -------------- | -------------- | -------------- | -------------- | -------------- | -------------- | -------------- | -------------- | -------------- |
| 2012/13                                                                                  | Финикс  | 16               | 0                | 3,6              | 34,6             | 20,0             | 0,0              | 0,6              | 0,2              | 0,0              | 0,0              | 1,2              | Не участвовал  | Не участвовал  | Не участвовал  | Не участвовал  | Не участвовал  | Не участвовал  | Не участвовал  | Не участвовал  | Не участвовал  | Не участвовал  | Не участвовал  |
|                                                                                          | Всего   | 16               | 0                | 3,6              | 34,6             | 20,0             | 0,0              | 0,6              | 0,2              | 0,0              | 0,0              | 1,2              | Не участвовал  | Не участвовал  | Не участвовал  | Не участвовал  | Не участвовал  | Не участвовал  | Не участвовал  | Не участвовал  | Не участвовал  | Не участвовал  | Не участвовал  |
| Наведите курсор мыши на аббревиатуры в заголовке таблицы, чтобы прочесть их расшифровку. |         |                  |                  |                  |                  |                  |                  |                  |                  |                  |                  |                  |                |                |                |                |                |                |                |                |                |                |                |

### Статистика в Джи-Лиге
| Сезон                                                                                    | Команда     | Регулярный сезон | Регулярный сезон | Регулярный сезон | Регулярный сезон | Регулярный сезон | Регулярный сезон | Регулярный сезон | Регулярный сезон | Регулярный сезон | Регулярный сезон | Регулярный сезон | Серия плей-офф | Серия плей-офф | Серия плей-офф | Серия плей-офф | Серия плей-офф | Серия плей-офф | Серия плей-офф | Серия плей-офф | Серия плей-офф | Серия плей-офф | Серия плей-офф |
| Сезон                                                                                    | Команда     | GP               | GS               | MPG              | FG%              | 3P%              | FT%              | RPG              | APG              | SPG              | BPG              | PPG              | GP             | GS             | MPG            | FG%            | 3P%            | FT%            | RPG            | APG            | SPG            | BPG            | PPG            |
| ---------------------------------------------------------------------------------------- | ----------- | ---------------- | ---------------- | ---------------- | ---------------- | ---------------- | ---------------- | ---------------- | ---------------- | ---------------- | ---------------- | ---------------- | -------------- | -------------- | -------------- | -------------- | -------------- | -------------- | -------------- | -------------- | -------------- | -------------- | -------------- |
| 2010/11                                                                                  | Бейкерсфилд | 49               | 36               | 23,6             | 37,5             | 35,3             | 75,8             | 4,5              | 1,2              | 0,3              | 0,7              | 6,9              | 3              | 3              | 19,2           | 38,5           | 44,4           | 0,0            | 4,7            | 1,3            | 0,7            | 1,7            | 4,7            |
| 2011/12                                                                                  | Остин       | 24               | 9                | 24,9             | 45,0             | 33,8             | 75,0             | 5,3              | 1,3              | 0,4              | 0,6              | 9,1              | 9              | 1              | 22,5           | 40,7           | 26,3           | 0,0            | 4,3            | 0,3            | 0,6            | 0,9            | 5,9            |
| 2013/14                                                                                  | Остин       | 36               | 11               | 19,7             | 39,6             | 37,1             | 83,3             | 4,4              | 1,2              | 0,5              | 0,6              | 5,3              | Не участвовал  | Не участвовал  | Не участвовал  | Не участвовал  | Не участвовал  | Не участвовал  | Не участвовал  | Не участвовал  | Не участвовал  | Не участвовал  | Не участвовал  |
|                                                                                          | Всего       | 109              | 56               | 22,6             | 40,3             | 35,2             | 77,6             | 4,6              | 1,2              | 0,4              | 0,7              | 6,8              | 12             | 4              | 21,7           | 40,3           | 32,1           | 0,0            | 4,4            | 0,6            | 0,6            | 1,1            | 5,6            |
| Наведите курсор мыши на аббревиатуры в заголовке таблицы, чтобы прочесть их расшифровку. |             |                  |                  |                  |                  |                  |                  |                  |                  |                  |                  |                  |                |                |                |                |                |                |                |                |                |                |                |

### Статистика в колледже
| Сезон                                                                                   | Команда  | GP  | GS | MPG  | FG%  | 3P%  | FT%  | RPG | APG | SPG | BPG | PPG |  |
| --------------------------------------------------------------------------------------- | -------- | --- | -- | ---- | ---- | ---- | ---- | --- | --- | --- | --- | --- |  |
| 2005/06                                                                                 | Нотр-Дам | 27  | 8  | 13,8 | 36,4 | 33,9 | 47,1 | 3,1 | 1,0 | 0,1 | 0,3 | 3,4 |  |
| 2006/07                                                                                 | Нотр-Дам | 32  | 15 | 12,4 | 48,9 | 39,5 | 66,7 | 2,2 | 0,5 | 0,3 | 0,4 | 3,8 |  |
| 2007/08                                                                                 | Нотр-Дам | 33  | 0  | 11,8 | 42,6 | 38,1 | 53,8 | 2,2 | 0,4 | 0,4 | 0,2 | 4,5 |  |
| 2008/09                                                                                 | Нотр-Дам | 36  | 7  | 14,6 | 39,6 | 34,2 | 61,5 | 2,8 | 0,6 | 0,2 | 0,2 | 4,9 |  |
|                                                                                         | Всего    | 128 | 30 | 13,1 | 41,7 | 36,0 | 57,4 | 2,5 | 0,6 | 0,2 | 0,3 | 4,2 |  |
| Наведите курсор мыши на аббревиатуры в заголовке таблицы, чтобы прочесть их расшифровку |          |     |    |      |      |      |      |     |     |     |     |     |  |